# Kappa Andromedae
Kappa Andromedae (κ Y, κ Andromedae) es la denominación de Bayer de una estrella brillante de la constelación de Andrómeda. Su magnitud visual es de 4,1. De acuerdo a la Escala de Bortle, puede ser visible desde los suburbios y de la periferia urbana, pero no desde las regiones iluminadas del centro urbano. Mediciones de su paralaje por parte de la misión Hipparcos la ubican a una distancia de aproximadamente 168 años luz (52 parsecs) de la Tierra.
Kappa Andromedae tiene un tipo espectral B9-IV, lo que indica que es una estrella subgigante, que acaba de abandonar la secuencia principal. Tiene 2,3 veces el radio del Sol y gira rápidamente sobre su eje, con una velocidad de rotación proyectada de 176 km / s. Su temperatura superficial es de 11.361 K. Con una masa de casi 2,5 veces la solar, su edad estimada es de 30 millones de años.

## Nombramiento
En chino, 螣蛇 (Teng SHE), que significa serpiente voladora, se refiere a un asterismo formado por κ Andromedae, alfa Lacertae, 4 Lacertae, pi Cygni, pi Cygni, HD 206267, eta Cephei, beta Lacertae, sigma Cassiopeiae, rho Cassiopeiae, tau Cassiopeiae, AR Cassiopeiae, 9 Lacertae, 3 Andromedae, 7 Andromedae, 8 Andromedae, Lambda Andromedae, Iota Andromedae, y Psi Andromedae. En consecuencia, κ Andromedae sí mismo se conoce como 螣蛇 二十 一 (Teng Shé èrshíyī, Inglés: la Estrella de la Vigésima Primera de Serpiente Voladora).

## Kappa Andromedae b

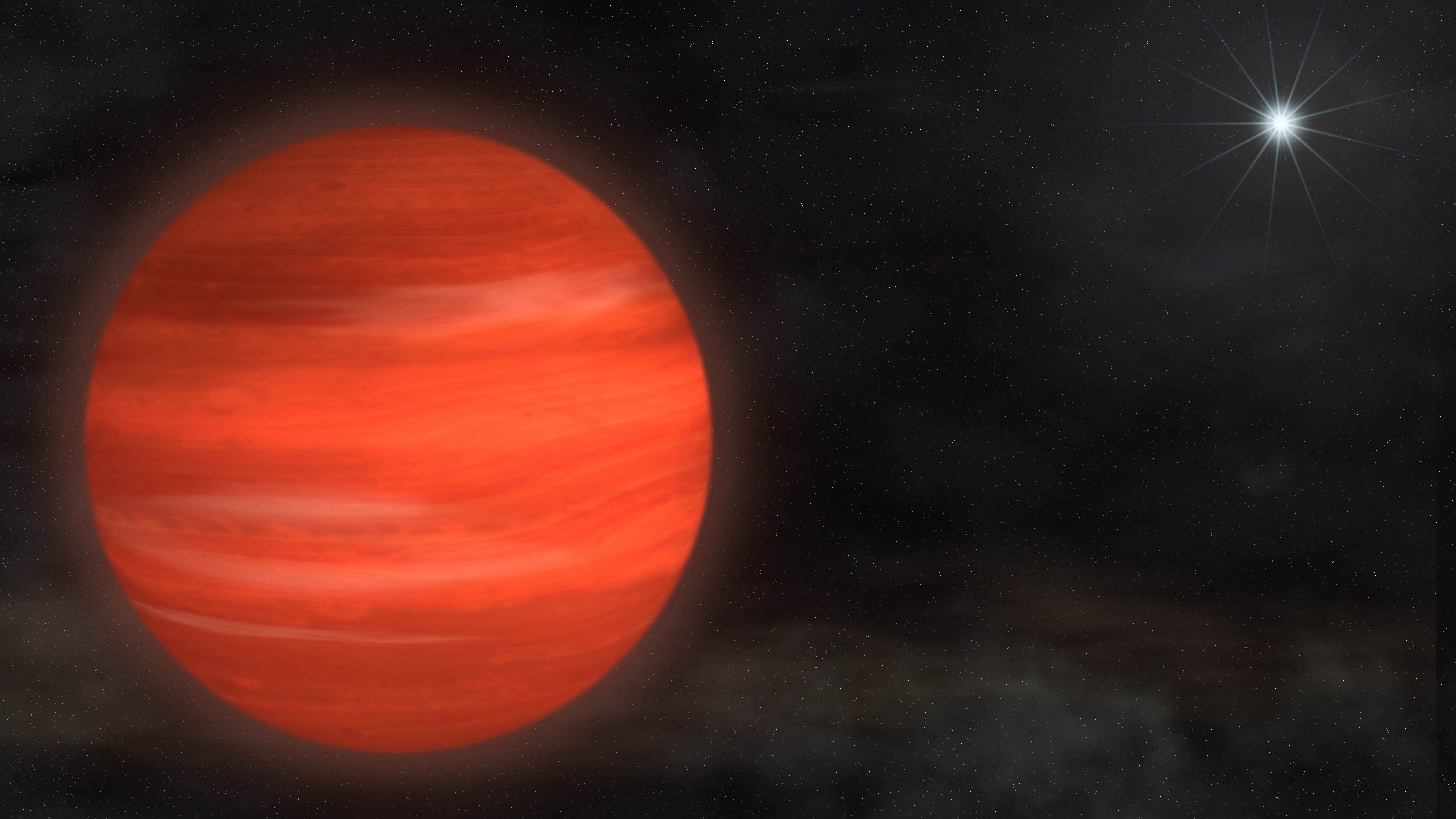
Concepción artística de kappa Andromeae b como "super-júpiter", el aspecto del planeta es supuesto

En noviembre de 2012, un joven planeta gigante de gas caliente con una masa de casi 13 veces la de Júpiter fue fotografiado directamente en órbita alrededor de κ Andromedae, a una distancia proyectada de 56 ± 2 UA. La observación espectroscópica indica una temperatura en la parte superior de su atmósfera de alrededor de 1700 K.
| Acompañante (En orden desde la estrella) | Masa (MJ) | Período orbital (días) | Semieje mayor (UA) | Excentricidad |
| ---------------------------------------- | --------- | ---------------------- | ------------------ | ------------- |
| Kappa Andromedae b                       | 12,8      | 97941 ± 6246           | 56 ± 2             | -             |